# 连康山国家级自然保护区
连康山国家级自然保护区位于中国河南省信阳市新县，面积7,426.6公顷，与金兰山国家森林公园接壤，常住人口300–350人。